# فينشينسو الأول غونزاغا

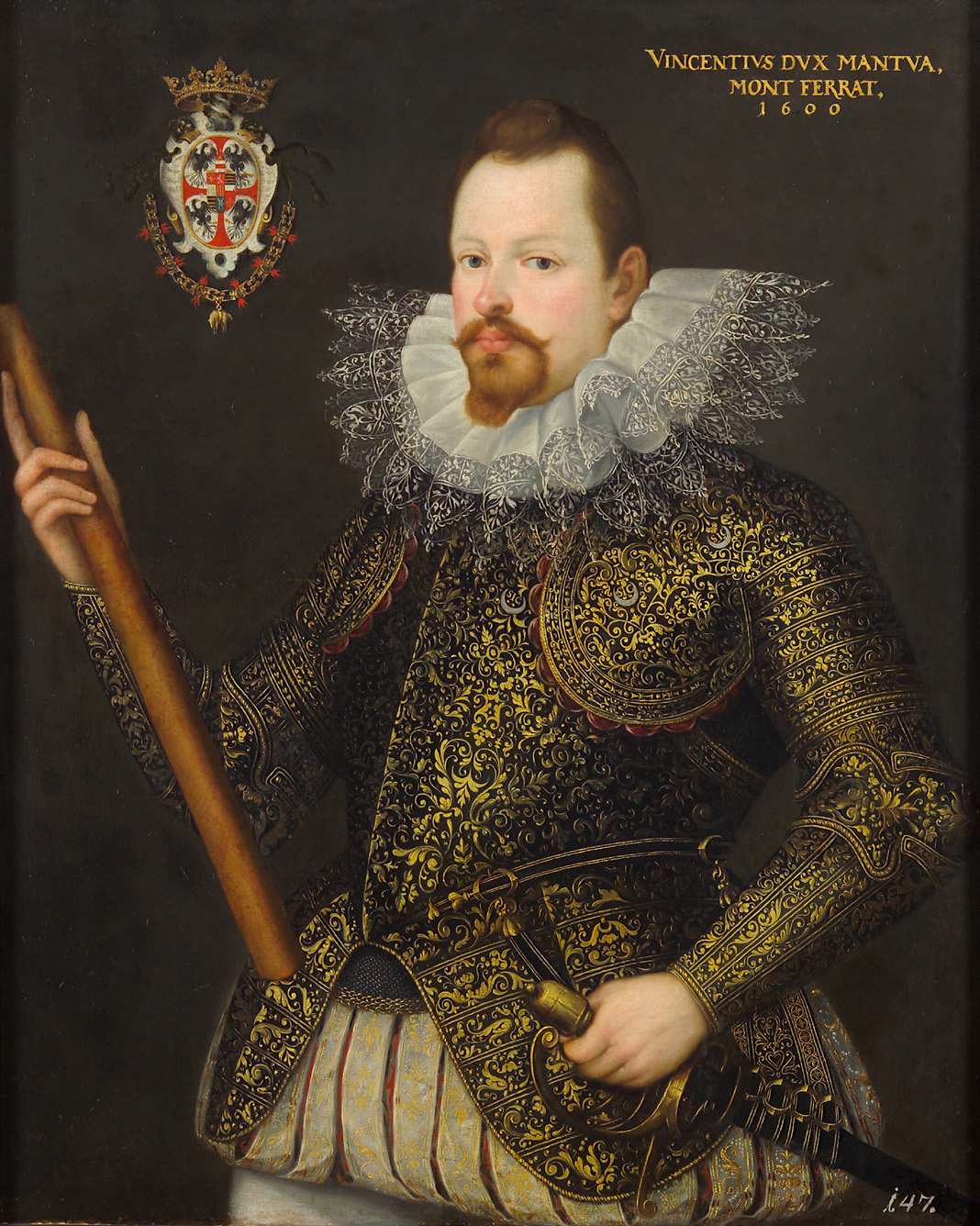
فينشينسو الأول غونزاغا

فينتشنزو الأول غونزاغا (مانتوفا، 22 سبتمبر 1562 - مانتوفا، 18 فبراير 1612) ابن غولييلمو دوق مانتوفا ومونفيراتو من زوجته إليونورا هابسبورغ . خلف والده في سنة 1587 في ملكية الدوقيتين .
يـُعد الدوق فينشينسو أحد أبرز رجال عصره ، وأحد أمراء عصر النهضة العظام . في عهده أضحت مانتوفا مركزاً للفنون في إيطاليا. ذو طابع معاكس تماماً لطبع والده ، فتميز فينشينسو ببذخه ونزواته وأيضاً الحب للترف الأكثر طلاقة.
رغب في إحياء أفعال أجداده ، فنظم عدة بعثات مـُـكلـِفـَـة إلى المجر لمحاربة العثمانيين . إلا أن أياً منها لم يظهر قيمة ، فلم تتجاوز أبداً حد المناوشات القصيرة ، وعـُرف عن هذه الحملات تنظيم الحفلات والاستقبالات العديدة من حيث كان يمر الجيش الغونزاغي لأسباب عسكرية .
بنى الدوق قلعة كازالي مونفيراتو القوية ، وهو العمل سـَهـّل من الدفاع عن المدينة ، ولكن في الواقع تبين أنها اجتذبت اهتمام مختلف المنافسين (على رأسهم آل سفويا).
حرّر توركواتو تاسو من السجن ، وضم بلاطه الموسيقي الشاب كلاوديو مونتيفيردي والمعماري الكريموني جوزيبي داتارو منفذ إقامته للصيد في مارميرولو. لتمثيل الأعمال بنى الدوق مسرحاً يمكن أن يستوعب أكثر من 1،000 متفرج. ولكن المبنى دُمـّر خلال نهب مانتوفا.
اكتشفت فينشينسو خلال رحلة إلى الفلاندر الشاب بيتر بول روبنس وعاد به إلى مانتوفا. استلم روبنس هنا أولى مناصبه الهامة ، وقاد أول مهمة دبلوماسية له إلى البلاط الإسباني.

## الزواج والأبناء
في الثاني من مارس من عام 1581 تزوج بعمر الثالثة عشرة من مارغيريتا فارنيزي ابنة دوق بارما ألساندرو فارنيزي. في السنة التالية ، هـُجـِرت مارغيريتا وأُلغي الزواج في 26 مايو سنة 1583 .
و تزوج فينشينسو ثانية بعمر السابعة عشرة من إليونورا دي ميديشي في 29 أبريل 1584 ، وأنجبا ستة أبناء :
- فرانشيسكو (1586—1612) ، دوق مانتوفا ومونفيراتو باسم فرانشيسكو الرابع سنة 1612
- فرديناندو (1587—1626) ، كاردينال من سنة 1607 ، دوق مانتوفا ومونفيراتو بعد وفاة شقيقه فرانشيسكو سنة 1612
- غولييلمو دومينيكو (4 أغسطس 1589 - 13 مايو 1591)
- مارغيريتا (2 أكتوبر 1591 - 7 فبراير 1632) ، تزوجت من هنري فودمونت دوق لورين (1563 - 1624) في 24 أبريل 1606 .
- فينشينسو (1594—1627) كاردينال من سنة 1615 ، دوق مانتوفا ومونفيراتو من عام 1626 باسم فينشينسو الثاني
- إليونورا (23 سبتمبر 1598 - 27 يونيو 1655) ، تزوجت الإمبراطور فرديناند الثاني 4 فبراير 1622

كما كان لفينشينسو أبناء آخرين غير شرعيين.
separatore
separatore